# Mistrovství světa v akrobatickém lyžování 2009
XII.. ročník Mistrovství světa v akrobatickém lyžování 2009 se konalo v japonském městě Inawaširo od 2. března do 8. března 2009. Na programu šampionátu byl závod ve skikrosu, skocích, jízdě v boulích U rampě a paralelním slalomu v boulích.

## Medailisté
| Muži             | Zlato              | Stříbro          | Bronz             |
| ---------------- | ------------------ | ---------------- | ----------------- |
| Skikros          | Andreas Matt       | Thomas Zangerl   | Davey Barr        |
| Skoky            | Ryan St Onge       | Steve Omischl    | Warren Shouldice  |
| U rampa          | Kevin Rolland      | Justin Dorey     | Xavier Bertoni    |
| Jízda v boulích  | Patrick Deneen     | Tapio Luusua     | Vincent Marquis   |
| Paralelní slalom | Alexandre Bilodeau | Nobuyuki Nishi   | Tapio Luusua      |
| Ženy             | Zlato              | Stříbro          | Bronz             |
| Skikros          | Ashleigh McIvorová | Karin Huttary    | Méryll Boulangeat |
| Skoky            | Nina Li            | Sü Meng-tchao    | Jacqui Cooper     |
| U rampa          | Virginie Faivre    | Megan Gunning    | Jennifer Hudak    |
| Jízda v boulích  | Aiko Uemura        | Jennifer Heilová | Nikola Sudová     |
| Paralelní slalom | Aiko Uemura        | Miki Ito         | Hannah Kearney    |

## Skikros
| *        | Jméno                | *        | Jméno          |
| Finále A | Finále A             | Finále B | Finále B       |
| -------- | -------------------- | -------- | -------------- |
| Zlato    | Andreas Matt         | 5.       | Casey Puckett  |
| Stříbro  | Thomas Zangerl       | 6.       | Olivier Fabre  |
| Bronz    | Davey Barr           | 7.       | Patrick Koller |
| 4.       | Christopher Delbosco | 8.       | Markus Wittner |

| *        | Jméno            | *        | Jméno            |
| Finále A | Finále A         | Finále B | Finále B         |
| -------- | ---------------- | -------- | ---------------- |
| Zlato    | Ashleigh McIvor  | 5.       | Kelsey Serwa     |
| Stříbro  | Karin Huttary    | 6.       | Emilie Serain    |
| Bronz    | Meryl Boulangeat | 7.       | Ophélie David    |
| 4        | Sasa Faric       | 8.       | Magdalena Iljans |

## Skoky
| *       | Jméno               | Body   |
| ------- | ------------------- | ------ |
| Zlato   | Ryan St Onge        | 254.66 |
| Stříbro | Steve Omischl       | 252.07 |
| Bronz   | Warren Shouldice    | 240.14 |
| 4       | Renato Ulrich       | 232.29 |
| 5       | Oleksandr Abramenko | 228.56 |
| 6       | Anton Kušnir        | 220.51 |
| 7       | Dylan Ferguson      | 217.97 |
| 8       | Jeret Peterson      | 212.67 |
| 9       | Wu Chao             | 211.30 |
| 10      | Kyle Nissen         | 209.67 |

| *       | Jméno         | Body   |
| ------- | ------------- | ------ |
| Zlato   | Nina Li       | 203.21 |
| Stříbro | Sü Meng-tchao | 197.04 |
| Bronz   | Jacqui Cooper | 194.32 |
| 4       | Emily Cook    | 175.72 |
| 5       | Jana Lindsey  | 168.66 |
| 6       | Shuang Cheng  | 166.90 |
| 7       | Lacy Schnoor  | 166.80 |
| 8       | Olga Volkova  | 157.38 |
| 9       | Bree Munro    | 152.27 |
| 10      | Xinxin Guo    | 150.64 |

## U Rampa
| *       | Jméno                  | Body       |
| ------- | ---------------------- | ---------- |
| Zlato   | Kevin Rolland          | 45.5       |
| Stříbro | Justin Dorey           | 45.3       |
| Bronz   | Xavier Bertoni         | 43.5 (3.0) |
| 4       | David Wise             | 43.5 (2.0) |
| 5       | Micheal Riddle         | 43.4 (2.5) |
| 6       | Taylor Seaton          | 43.4 (2.5) |
| 7       | Antti-Jussi Kemppainen | 41.1       |
| 8       | Josiah Wells           | 40.2       |
| 9       | Walter Wood            | 39.1       |
| 10      | Loďc Collomb-Patton    | 36.7       |

| *       | Jméno              | Body |
| ------- | ------------------ | ---- |
| Zlato   | Virginie Faivre    | 40.4 |
| Stříbro | Megan Gunning      | 40.2 |
| Bronz   | Jennifer Hudak     | 38.4 |
| 4       | Jessica Cumming    | 35.4 |
| 5       | Anaďs Caradeux     | 33.6 |
| 6       | Siena Palmacci     | 32.8 |
| 7       | Emi Matsuura       | 30.8 |
| 8       | Mille Windfelt     | 30.5 |
| 9       | Stephanie Sirianni | 24.7 |
| 10      | Miyuki Hatanaka    | 14.4 |

## Pořadí národů
| * | Stát      | Zlato | Stříbro | Bronz | Celkem |
| - | --------- | ----- | ------- | ----- | ------ |
| 1 | Kanada    | 1     | 3       | 2     | 6      |
| 2 | Rakousko  | 1     | 2       | 0     | 3      |
| 3 | Čína      | 1     | 1       | 0     | 2      |
| 4 | Francie   | 1     | 0       | 2     | 3      |
| 5 | USA       | 1     | 0       | 1     | 2      |
| 6 | Švýcarsko | 1     | 0       | 0     | 1      |
| 7 | Austrálie | 0     | 0       | 1     | 1      |
|   | Total     | 6     | 6       | 6     | 18     |